# Supă miso

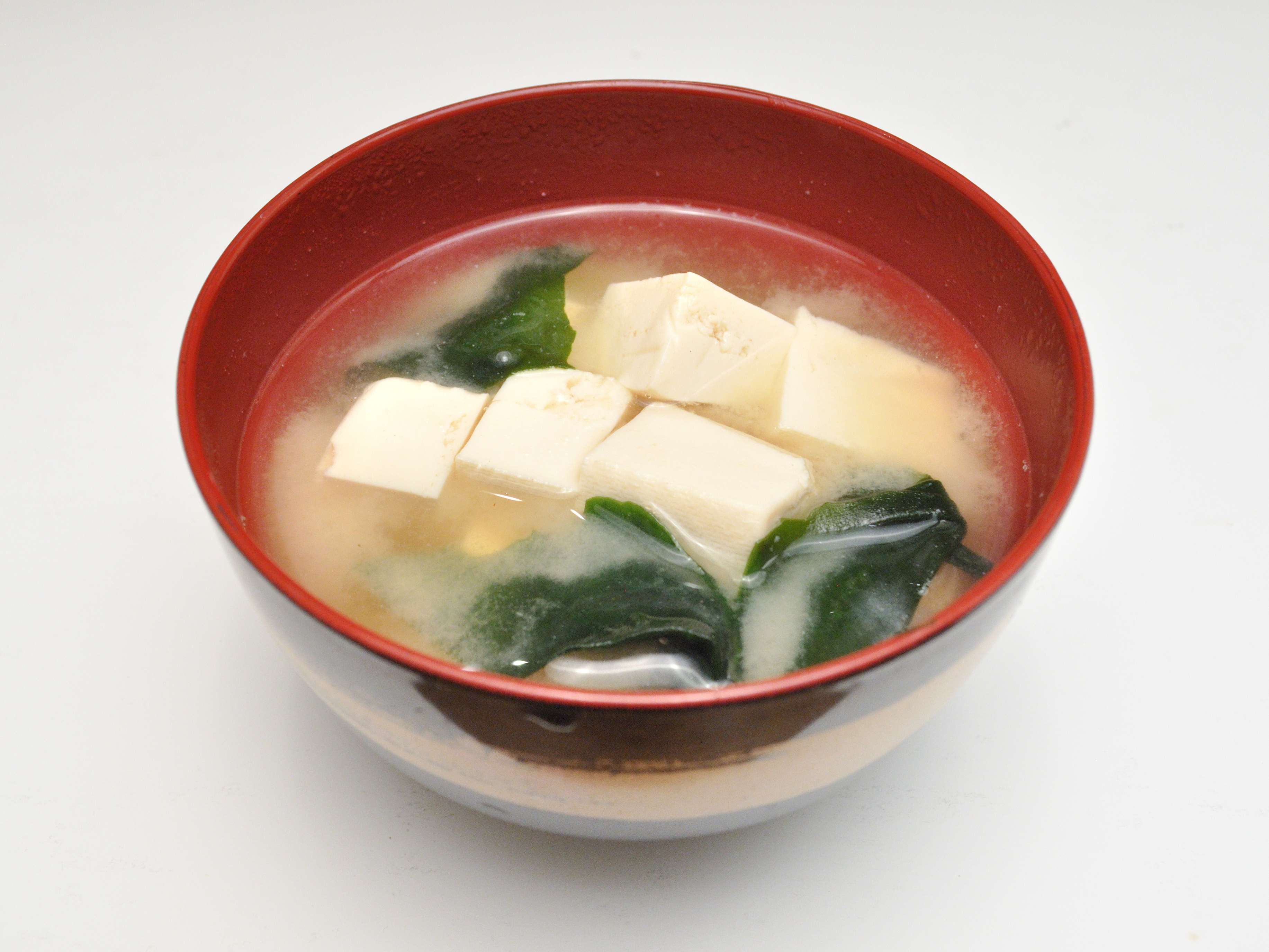
Supa miso.

Supa miso (în japoneză 味噌 汁, miso shiru) este unul dintre principalele feluri de mâncare din bucătăria japoneză , servit atât la masa de prânz și la cină, cât și la micul dejun. Este o supă facută din alge marine fierte (numite dashi), care se dizolvă miso (pastă de soia fermentată și sărată). Deși cu doar aceste două ingrediente se obține o supă miso, în general, se adaugă unele legume și alte ingrediente, dar rezultatul va fi întotdeauna o supă, foarte limpede, nu groasă. 
Deși este un fel de mâncare tradițional foarte vechi, supa miso a devenit populară în perioada Muromachi (1392-1573). În prezent, există numeroase variante, în funcție de regiunile din Japonia , care au fiecare propriile ingrediente și propriul tip de supă miso. 
În mod tradițional este servită în mici boluri smălțuite, care permit să se bea în mod direct, fără utilizarea lingurii, iar ingredientele solide sunt consumate cu bețigașe. De obicei nu este un fel de mâncare unic, ci însoțește mâncărurile de orez sau alte feluri de mâncare.

## Ingrediente si preparare

### Baza
Baza (zeama) supei miso sunt algele marine kombu (laminaria japonica uscate la soare), foarte bogate, printre altele, în acid glutamic natural. Se adaugă, însă, de obicei, ingrediente diferite, ceea ce are ca rezultat diferite tipuri de zeamă numite generic dashi. Ingredientele tipice pentru dashi în supa miso sunt: niboshi (sardele uscate), katsuobush (fulgi de bonito uscat și afumat) și ciuperci shiitake uscate la soare (hoshi-shiitake).

### Miso
Alegerea pastei de miso definește caracterul și gustul supei. Supele miso sunt clasificate în: roșii (akamiso), albe (shiromiso), sau mixte (awasa); în plus, există o multitudine de variante, în funcție de regiune, timpul de fermentare și boabele care fac parte din compoziția pastei.

### Alte ingrediente
Ingredientele cele mai comune pentru ornat supa asta sunt:
- tofu tăiate în formă de cubulețe
- algele marine wakame și un pic de legume cum ar fi ceapa verde  și prazul, tocate marunt